# Cri cri (cioccolatino)
Il Cri-cri è un tipico cioccolatino pralinato piemontese, prodotto in particolare in alcune confetterie torinesi.

## Descrizione
Di forma rotonda, di circa 2 cm di diametro, è costituita da una nocciola tostata ricoperta di cioccolato, a sua volta ricoperta di mompariglia (piccole palline di zucchero) bianca, che fino ai primi anni ottanta era colorata. Il confezionamento è di carta stagnola colorata, dai bordi sfrangiati e arrotolata alle estremità.

## Storia
Nascono nel 1886, con una ricetta ideata dal confettiere di Torre Pellice Giuseppe Morè, che è rimasta inalterata fino ai giorni nostri.

## Riconoscimenti
I Cri-cri sono classificati come prodotto agroalimentare tradizionale della Regione Piemonte.